# René Depestre
René Depestre (Jacmel, 29 agosto 1926) è un poeta e scrittore francese.

## Biografia
Pubblica nel 1945 i suoi primi versi nella raccolta Étincelles. Impegnato nella vita politica del suo paese, viene incarcerato e in seguito costretto a lasciare la sua isola natale per partire in esilio in Francia poi a Cuba. Continua a scrivere poesie e pubblica Minerai noir nel 1956 nel quale evoca le sofferenze e le umiliazioni dello schiavismo. 
Il suo romanzo Hadriana dans tous mes rêves (1988) riceve il Premio Renaudot, il Premio del romanzo della Société des gens de lettres e il Premio del romanzo dell'Académie royale de langue et de littérature françaises de Belgique.
Nel 1993 riceve il Premio Guillaume-Apollinaire per la sua opera Anthologie personnelle.
René Depestre è il poeta del meraviglioso incarnato, di un'infanzia del cuore, capace di mostrarci attraverso la poesia la possibilità di avvicinarci, con i sentimenti, alla reciproca fraternità.

## Opere
- Poeta a Cuba, a cura di Ugo Salati, Milano, Edizioni dell'Accademia, 1973
- Eros in un treno cinese, Firenze, Giunti, 1985
- Alleluja per una Donna Giardino, Firenze, Giunti, 1992
- L'albero della cuccagna, Mlano, Jaka Book, 1994
- Hadriana in tutti i miei sogni, Firenze, Giunti, 1999